# 24138 Benjaminlu
24138 Benjaminlu là một tiểu hành tinh vành đai chính với chu kỳ quỹ đạo là 1258.4482955 ngày (3.45 năm).
Nó được phát hiện ngày 4 tháng 11 năm 1999.